# Bajo Renacimiento
Bajo Renacimiento es una expresión utilizada por la historiografía para designar a una fase dentro del Renacimiento, pero que no ha alcanzado una definición unívoca, y se utiliza de forma contradictoria en distintos textos, incluso en la bibliografía especializada.
El Alto Renacimiento, en cambio, es un periodo cuya identificación es habitualmente más clara: el periodo de finales del siglo XV y comienzos del siglo XVI (como fecha más clara, hasta 1527 -saco de Roma-). 
La utilización de periodos bajos y altos, en general, se hace para marcar un periodo alto anterior al bajo, habitualmente para calificar al primero de fase de auge o esplendor, y el segundo de fase decadente, siguiendo la tradicional concepción cíclica de la periodización histórica que en arte desarrolló, entre otros, Eugenio D'Ors. Responde a esa convención, las parejas de términos Alto Imperio romano y Bajo Imperio romano; Alta Edad media y Baja Edad Media, etc. De esa manera, bajo renacimiento sería el renacimiento tardío o renacimiento final.
En el contexto de la historiografía española, el término bajo renacimiento se refiere comúnmente al periodo correspondiente al final del siglo XVI, identificándolo con el manierismo; y para el caso concreto del Bajo renacimiento español, con el último tercio del siglo, presidido por un programa artístico tan importante como el que se desarrolló en torno al monasterio de San Lorenzo de El Escorial (que cubre todas las artes, y que arquitectónicamente se suele identificar con la denominación de estilo herreriano).
En cambio, es bastante usual que en textos anglosajones, además de esa posible utilización, se utilice la expresión Low Renaissance ("Bajo Renacimiento") para referirse al siglo XV o Quattrocento, identificándolo con Early Renaissance o First Renaissance' ("Renacimiento temprano" o "primer Renacimiento").
En los textos franceses el término Basse Renaissance ("Bajo Renacimiento") tiene poca utilización, frente a la mayor abundancia de Renaissance tardive ("Renacimiento tardío").  En la historiografía alemana, el término más usado es Spätrenaissance ("Renacimiento tardío"), de interpretación inequívoca; mientras que Niedrig Renaissance ("Bajo Renacimiento") no tiene apenas uso.